# جون ستيوارت (لاعب كرة قدم بريطاني)
جون ستيوارت (بالإنجليزية: Jon Stewart)‏ (13 مارس 1989 في المملكة المتحدة - ) هو لاعب كرة قدم بريطاني في مركز حراسة المرمى. لعب مع نادي بورتسموث ونادي بورنموث ونادي بيرنلي ونادي الزيرا ‏ ووركشوب تاون ‏ وAlfreton Town F.C. ‏ ونادي ويموث ونادي برادفورد بارك أفنيو.

## وصلات خارجية
- جون ستيوارت على موقع قاعدة بيانات كرة القدم.إي يو (الإنجليزية)
- جون ستيوارت على موقع Soccerbase.com (لاعب) (الإنجليزية)
- جون ستيوارت على موقع Soccerway.com (الإنجليزية)